# ورجوشان
ورجوشان، روستایی از توابع بخش دوتپه شهرستان خدابنده در استان زنجان ایران است. اين روستا در ۸۷ كيلومتری جنوب شرقی شهر زنجان و در ۱۴ كيلومتری شرق شهر قيدار در مصب رودخانه خرارود واقع شده است.

## جمعیت
این روستا در دهستان توپقره قرار دارد و براساس سرشماری مرکز آمار ایران در سال ۱۳۸۵، جمعیت آن ۷۰۸ نفر (۱۳۹خانوار) بوده‌است.